# كيوهي فوجيتا
كيوهي فوجيتا (باليابانية: 藤田喬平؛ بالكانا: ふじた きょうへい) هو فنان ياباني، ولد في 1921 في طوكيو في اليابان، وتوفي في 18 سبتمبر 2004.